# Colus virens
Colus virens är en snäckart som först beskrevs av Dall 1877.  Colus virens ingår i släktet Colus och familjen valthornssnäckor. Inga underarter finns listade i Catalogue of Life.